# Schwarzfuß-Stielporling
Der Schwarzfuß-Stielporling (Picipes melanopus, Syn.: Polyporus melanopus) ist eine Pilzart aus der Familie der Stielporlingsverwandten.

## Merkmale
Der Schwarzfuß-Stielporling bildet in Hut und Stiel gegliederte Fruchtkörper mit 2–10 cm Durchmesser. Die Hüte der Art sind konvex bis abgeflacht und leicht trichterförmig, mit glatter, sehr fein samtiger, später verkahlender Oberfläche. Die Farbe der Hutoberseite ist zimt- bis graubraun, in frischem Zustand oft wasserfleckig. Die Unterseite des Hutes ist mit feinen (3–4 Poren pro mm), weißen bis bräunlichen, unregelmäßig runden Poren bedeckt, die am Stiel herablaufen. Der Stiel ist zylindrisch, 1,5–5,5 cm lang und 3–15 mm stark, glatt bis längsrunzlich (die Längsriefen erscheinen spätestens beim Trocknen) und oliv-braun gefärbt, die Stielfärbung ist zu den Poren scharf abgegrenzt. 

## Artabgrenzung
Von den ähnlichen und nahe verwandten Arten Kastanienbrauner und Löwengelber Porling ist der viel seltenere Schwarzfuß-Stielporling makroskopisch manchmal schwer zu unterscheiden. Der Kastanienbraune Porling besitzt einen speckig glänzenden Hut und als mikroskopisches Merkmal Hyphen ohne Schnallen, der Löwengelbe Porling hat einen mehr schwarzen Stiel ohne Längsriefen und meist einen helleren Hut. Der seltene Picipes tubaeformis hat einen trichterförmigen, im Alter rotbraunen Hut. Alle drei Arten wachsen auf Holz.

## Ökologie
Der Schwarzfuß-Stielporling wächst scheinbar auf der Erde, ist jedoch ein Weißfäule verursachender Saprobiont, der auf im Boden vergrabenem Holz von Laub-, seltener Nadelhölzern wächst. Daneben kann er parasitisch an Wurzeln von Laubbäumen wachsen. In Mitteleuropa ist die Rotbuche das bevorzugte Substrat. Er wächst in Buchen-, Tannen-Buchen- und Tannenwäldern auf basischen, meist deutlich kalkhaltigen Böden.

## Verbreitung
Die Art wurde in Australien, auf Tasmanien und Samoa gefunden, sie ist auf der Nordhalbkugel in warm-gemäßigten, gemäßigten bis in die südlich borealen Gebiete verbreitet. In Nordamerika wird die Südspitze von Grönland erreicht. In Europa vom nördlichen Mittelmeerraum bis zu den Shetland-Inseln, das mittlere Skandinavien und ins nordwestliche Russland vorkommend, aber nicht häufig. In Deutschland zerstreut vor allem im Hügel- und unteren Bergland.